# 아메미야 모에카
아메미야 모에카(雨宮萌果, あめみや もえか 1987년 6월 30일 ~ 효고현→도쿄도)은 일본의 전직 언론인이며 전 NHK 소속의 여성 아나운서이다. 혈액형은 A형이다.

## 생애 및 학력
아메미야(雨宮) 아나운서는 1987년 6월 30일 일본 효고현 태생이지만 도쿄도에서 유년시절을 보냈다. 그녀는 도쿄도 분쿄구 있는 도쿄도립코이시카와중등교육학교(東京都立小石川中等教育学校)를 졸업하고 지오다 구에 있는 호세이 대학 인간 환경학부 인간환경학과 졸업을 졸업했다.

## 특기 및 취미
그녀는 취미는 노래방에서 노래부르기이며 특기는 즉흥댄스 그리고 만담이다. 특히 아메미야(雨宮) 아나운서는 대학시절에는 호세이 대학 자주 매스컴 강좌 (제22기생)로서 방송 코스를 수강했고 만담에 좋아하는 일면도 있다. 또한 그녀는 호세이대학 만담 연구회에 소속되어 전국 여성 만담대회에서 우수상을 차지했었다. 그 때문에 프로그램내에서 수수께끼를 피로하는 일이 있었다. 또한 연예 프로그램의 어시스턴트 MC를 담당하는 일도 했었다.

## 입사
그녀는 호세이 대학을 졸업하고 2011년에 NHK에 입사했다. 입사동기로는 와쿠다 마유코 아나운서가 있다. 첫 발령지인 NHK 오키나와 방송국에서 아나운서로써 시작을 했다. 그 이후 NHK 후쿠오카 방송국으로 옮겨 활동하다가 2016년 3월부터 지금의 NHK 방송 센터로 옮겨 활동을 했다가 2019년 3월 29일 아나운서 퇴직을 했다.

## 호외
그녀는 2016년 3월 17일부터 2019년 3월 29일까지 NHK 종합 텔레비전에 아침정보 프로그램인 아사이치에 패널로 활동을 했었는데 특히 2018년 12월 25일 '아사이치'에서 공동 출연한 배우 시노야마 데루노부와 2019년 1월에 결혼을 했다.

## 가족 관계
아메미야(雨宮) 전 아나운서의 어머니는 방송작가,드라마 극본,프로듀서로 활약하고 있고 그녀의 여동생 아메미야 아사히(雨宮あさひ)은 시부야구에 있는 극단에 직원으로 일하고 있다.